# 다카시마 고헤이
다카시마 고헤이(일본어: 高島宏平 たかしま こうへい[*], 1973년 8월 15일 ~ )는 일본의 사업가이다. OISIX 주식회사의 설립자이자 CEO. 가나가와현 출신.
2007년에 NGO인 테이블 포 투 인터내셔널을 설립하면서 세계적 식량문제에 대해서도 적극적으로 발언하기 시작했다.
2011년 동일본 대지진 이후 피해를 크게 입은 동일본 식품산업의 장기적 지원을 목적으로 하는 사단법인 '동쪽 음식 모임'(東の食の会)을 제안하고 대표이사가 되어 부흥을 위해 노력하고 있다. 또 지진고아들에게 리더십 교육을 시키기 위해 재단법인 교육지원 글로벌 기금(教育支援グローバル基金)의 이사로 근무중이다.

## 약력
- 1992년 3월: 세이코학원 고등학교(聖光学院高等学校) 졸업
  - 학내 축제나 이벤트 등에서 항상 뭔가 성취하려는 상태로 학창시절을 보냄. 본인 표현으로는 '도전 중독'
  - 항상 뭔가에 몰두해왔다고 함
- 1998년
  - 3월 도쿄대학교 대학원 정보공학전공 수료
  - 대학원 시절부터 벤처기업을 창업했음. 함께 몰두하는 것에 매료.
  - 4월 맥킨지입사. 도쿄사무실의 전자상거래그룹 멤버로 활약. 벤처와 대기업의 공존모델에 대해서 고민.
- 2000년
  - 5월 퇴사
  - 6월 「농촌의 식생활을 가정집에서 실현」한다는 기업이념으로 OISIX 설립. 생산자 시각이 아니라 소비자 시각으로 사업을 바라보기 시작.
  - 창업의 계기는 초중고대학을 거쳐 대학원까지 정해진 계단으로만 가는 자신에 대한 열등감이 있었고 그것에서 벗어나보기 위해.
  - 닷컴버블 붕괴
- 2013년
  - 3월 OISIX 도쿄 증시에 상장

## 저서
- 라이프 이즈 베지터블（2012年）ISBN 978-4532168216
- 나는 기술로 사람을 움직인다 - 팀 리더 레시피（2015年）ISBN 978-4478026526

## 같이 보기
- 오이식스